# Jonne de Bonth
Jonne de Bonth (* 23. April 1998 in Tilburg) ist ein niederländischer Eishockeyspieler, der seit 2015 bei den Tilburg Trappers unter Vertrag steht und mit dem Klub in der deutschen Oberliga-Nord spielt.

## Karriere

### Klubs
Jonne de Bonth begann seine Karriere bei den Tilburg Trappers in seiner Heimatstadt. 2013/14 spielte er für das „NIJA Talentteam“ des niederländischen Eishockeyverbandes in der zweitklassigen Eerste divisie, bevor er 2014 zu den Eindhoven Kemphanen wechselte, mit denen er ebenfalls in der Eerste divisie antrat. Seit 2015 spielt er wieder für die Tilburg Trappers. Dort wurde er zunächst überwiegend in der zweiten Mannschaft in der neugegründeten BeNe League eingesetzt, kam aber auch schon zu ersten Einsätzen in der ersten Mannschaft in der deutschen Oberliga-Nord. Seit 2016 spielt er fast ausschließlich in der deutschen Oberliga, deren Meisterschaft er mit den Trappers 2017 und 2018 erringen konnte.

### International
Für die Niederlande nahm de Bonth an den Spielen der Division II der U18-Weltmeisterschaften 2014, 2015 und 2016 sowie der U20-Weltmeisterschaften 2016, 2017 und 2018 teil. 
Sein Debüt in der Herren-Nationalmannschaft gab der Stürmer bei der Olympiaqualifikation für die Winterspiele in Peking 2022. Anschließend spielte er beim Division-II-Turnier der Weltmeisterschaft 2022. Nachdem die Mannschaft dort aufgestiegen war, spielte er bei den Weltmeisterschaften 2023 und 2024 in der Division I. Zudem spielte er bei der Olympiaqualifikation für die Winterspiele in Mailand 2026.

## Erfolge und Auszeichnungen
- 2017 Deutscher Oberliga-Meister mit den Tilburg Trappers
- 2018 Deutscher Oberliga-Meister mit den Tilburg Trappers
- 2022 Aufstieg in die Division I, Gruppe B, bei der Weltmeisterschaft der Division II, Gruppe A